# 30 Roc
Samuel Gloade, mais conhecido como 30 Roc, é um produtor musical norte-americano, conhecido pelas colaborações com Lil Yachty, Rae Sremmurd, Migos, Cardi B e outros.